# 芒廷帕克 (喬治亞州富爾頓縣)
芒廷帕克（英語：Mountain Park）是一個位於美國喬治亞州切羅基縣和富爾頓縣的城市。

## 地理
芒廷帕克的座標為34°04′58″N 84°24′49″W / 34.08278°N 84.41361°W，而該地的平均海拔高度為305米（即1000英尺）。

## 人口
根據2010年美國人口普查的數據，芒廷帕克的面積為1.40平方千米，當中陸地面積為1.20平方千米，而水域面積為0.20平方千米。當地共有人口547人，而人口密度為每平方千米390人。